# Mannen från vidderna
Mannen från vidderna (originaltitel: Shane) är en amerikansk västernfilm från 1953 i regi av George Stevens. Filmen är baserad på romanen Shane av Jack Schaefer.

## Handling
Revolvermannen Shane rider in i en stad och hamnar i konflikten mellan nybyggarfamiljen Starretts och boskapsuppfödarfamiljen Rykers, som vill åt Staretts mark.

## Rollista (i urval)
- Alan Ladd - Shane
- Jean Arthur - Marian Starrett
- Van Heflin - Joe Starrett
- Brandon De Wilde - Joey Starrett
- Jack Palance - Jack Wilson
- Ben Johnson - Chris Calloway
- Emile Meyer - Rufus Ryker
- Edgar Buchanan - Fred Lewis
- Elisha Cook Jr. - Stonewall Torrey

## Utmärkelser
Filmen vann vid Oscarsgalan 1954 en Oscar för bästa foto (och nominerades till fem till).